# Бигус, Денис Станиславович
Денис Станиславович Бигус (укр. Денис Станіславович Бігус; род. 15 октября 1985, Винница) — украинский журналист-расследователь, телеведущий, ютуб-блогер. Руководитель проекта Bihus.Info.

## Биография
Родился 15 октября 1985 года в Виннице. С 2000 по 2004 год учился на историческом факультете Киевского национального университета имени Тараса Шевченко, который окончил по специальности «история славян». Будучи студентом, писал для издания «Мой компьютер», работал пресс-секретарём культурно-просветительского центра «Дружба» при Министерстве культуры Украины, являлся исполняющим обязанности редактора издания «Киевский капиталист» медиагруппы РИА Новости, редактором районной газеты «Днепрянская правда», внештатным корреспондентом газеты «Вечерние вести».
В сентябре 2004 года стал корреспондентом политического отдела информационного агентства «Интерфакс-Украина», где также являлся ночным выпускающим редактором. Спустя полгода перешёл на работу на «Пятый канал» в программу «Новое время». В 2006 году работал редактором новостей издания «Сегодня», корреспондентом сайта «Экономическая правда», редактором отдела политики газеты «Время» и «Украинская газета», внештатным корреспондентом телеканала КРТ. С 2006 по 2008 год — редактор отдела новостей, а затем главный редактор информационного агентства «Вторая полоса». В 2008 году ушёл из журналистики. Занимался оцифровкой фото и видео материалов на предприятии «Семейный архив», продавал автохимию в PRO TEC, работал в центре ландшафтного дизайна «Чудосвет». В 2010 году вернулся в журналистику, став редактором ленты новостей издание «Главред», а позднее редактором и диктором новостей «Первой радиогруппы».
С 2010 — специальный корреспондент телеканала ТВі в программах расследований «Восклицательный знак» и «ТендерНьюз». В мае 2013 года Бигус покинул ТВі. После этого начал сотрудничать с Центром по исследованию коррупции и организованной преступности. В октябре 2013 года начал вести телевизионную версию интернет-издания «Наши деньги» на телеканале ZIK. После первого эфира программы Бигус сформировал отдельный сайт Bihus.Info и редакцию, которая работала отдельно от телевизионной программы.
Пострадал во время Евромайдана. В ходе акций протеста занимался распределением лекарственных средств. Принимал участие в проекте YanukovychLeaks, а затем занимался восстановлением шредированных документов из офиса миллиардера Сергея Курченко, после чего данный проект превратился в инициативу «Канцелярская сотня». Проект YanukovychLeaks в 2015 году был награждён призом международного конкурса Global Shining Light Award. В 2014 году стал одним из основателей сайта «Декларации», где собираются декларации украинских госслужащих. С ноября 2014 года — член Общественного совета по вопросам люстрации при Министерстве юстиции Украины, а с июня 2015 года — член совета общественного контроля НАБУ.
С весны 2015 года преподаватель Украинской медиашколы и школы журналистики издания «Украинской правды».
В 2016 году передача «Наши деньги» прекратила выход на ZIK, после чего журналисты объединилась в собственный продакшен «Том 14», а передача начала транслироваться на UA: Первом и 24 канале.
В августе 2020 года был внесён в базу данных сайта «Миротворец».
С февраля 2022 года — участник обороны Украины в ходе российского вторжения.

## Расследования
В марте 2019 года, после публикации материала «Наших денег» о первом заместителе секретаря Совета национальной безопасности и обороны Украины Олеге Гладковском (и его сыне Игоре), президент Пётр Порошенко принял решение уволить фигуранта расследования.

## Влияние
В 2019 году издание Kyiv Post включило журналистку проекта Bihus.Info Лесю Иванову в список «30 молодых лидеров Украины в возрасте до 30 лет», а в 2020 году сам Денис Бигус был включён в «Народный рейтинг. Самые влиятельные украинцы по версии читателей» сайта «Фокус».

## Награды
- Честь профессии (2013, 2014)[23][24]

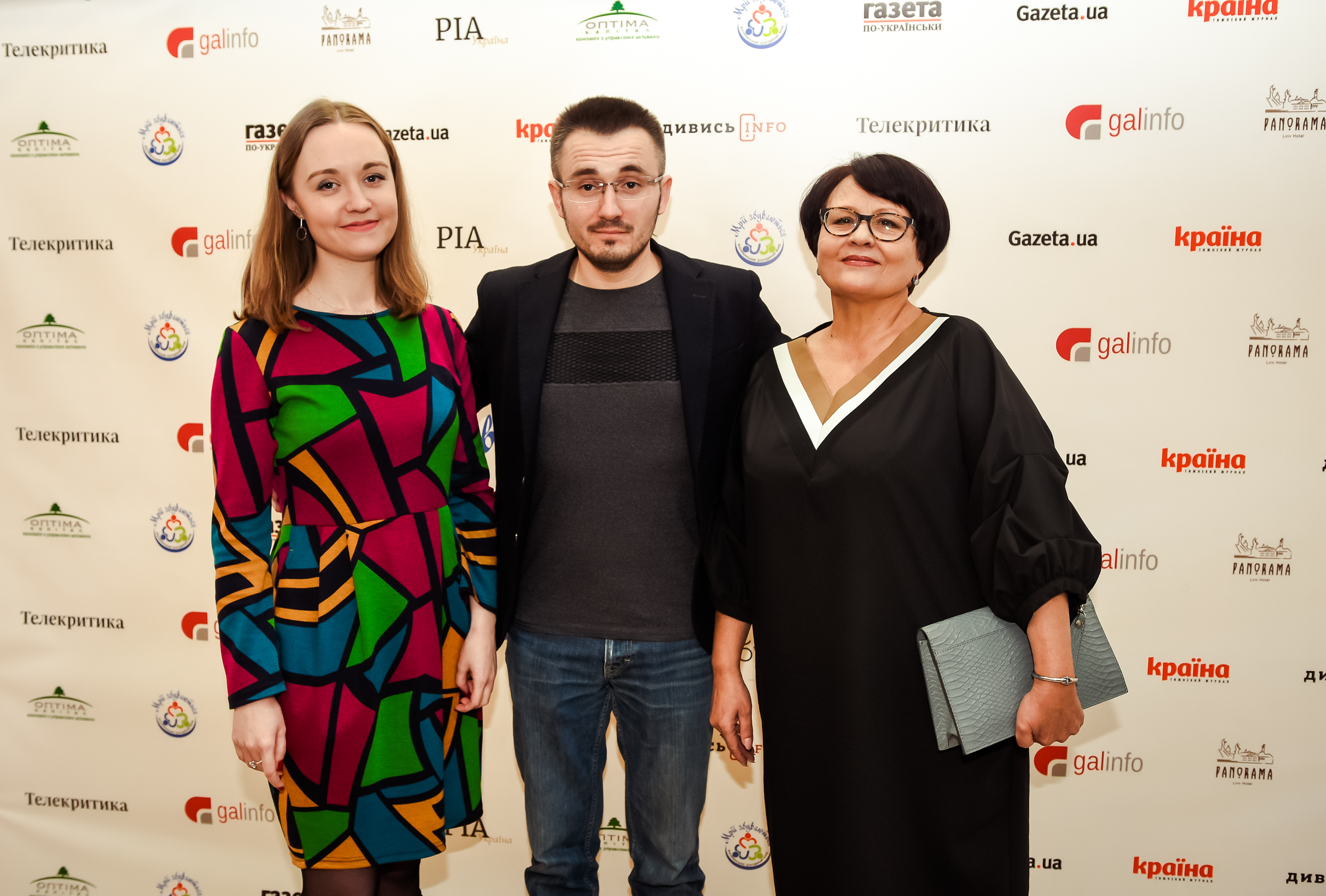
Победитель премии «Высокие стандарты журналистики»

- Фаворит телепрессы (2014 — второе место)[25]
- Democracy Award (2017)[26]
- Высокие стандарты журналистики[укр.] (2018)[27]
- Стипендия за гражданскую позицию имени Екатерины Гандзюк (2019)[28]

## Личная жизнь
Женат. Брат супруги — подполковник ФСБ Андрей Соболев.